# Скубилин, Василий Захарович
Василий Захарович Скубилин (1 января 1919, Юзовка, Екатеринославская губерния — 19 августа 1997, Москва) — главный инженер-заместитель Главнокомандующего ВВС СССР по инженерно-технической службе, генерал-полковник-инженер (1976), генерал-полковник авиации (1984), Герой Социалистического Труда (1982), кандидат технических наук (1984).

## Биография
Родился 1 января 1919 года в Донецке. После окончания школы, в 1937 году поступил на механический факультет Киевского авиационного института. В связи с началом Великой Отечественной войны по окончании 4 курса, в июле 1941 года, был откомандирован для продолжения учебы в Военно-воздушную академию им. Н. Е. Жуковского (ВВИА), по окончании которой в 1942 году был назначен инженером 13-го запасного авиационного полка. В начале 1944 года назначен на должность старшего инженера по эксплуатации самолетов и моторов 3-й запасной авиационной бригады.
Некоторое время служил в должности главного инженера ВВС Одесского военного округа. С 22 января 1971 года по 24 апреля 1986 года — в должности заместителя главкома ВВС − главного инженера ВВС СССР. Под непосредственном руководством Скубилина было создано Управление радиоэлектроники ВВС, которое возглавил генерал-майор Олег Константинович Макаров. В конце 1983 года Скубилин организовал Управление модернизации авиационной техники при ГосНИИ ЭРАТ ВВС. На базе этого управления уже к 1986 году была разработана и принята на вооружение бортовая радиостанция УКВ диапазона с высокой помехозащищённостью и скрытностью связи. Научным руководителем проекта был к.т.н. Георгий Яковлевич Зверев.
После увольнения в отставку в 1986 году Скубилин работал в Военно-Воздушной академии им. Н. Е. Жуковского. Под  его руководством была организована модернизация истребителей «МиГ-23» в условиях обычного авиаремонтного предприятия.
Василий Захарович Скубилин жил в Москве, он умер 19 августа 1997 года. Похоронен на Троекуровском кладбище в Москве.

## Воинские звания
- Воентехник 1 ранга (19.12.1941)
- Старший техник-лейтенант (26.01.1942)
- Инженер-капитан (25.11.1944)
- Инженер-майор (28.04.1949)
- Инженер-подполковник (14.04.1952)
- Инженер-полковник (25.11.1958)
- Генерал-майор инженерно-технической службы (16.06.1965)
- Генерал-лейтенант инженерно-технической службы (8.11.1971)
- Генерал-лейтенант-инженер (18.11.1971)
- Генерал-полковник-инженер (28.10.1976)
- Генерал-полковник авиации (26.04.1984)

## Награды
- Герой Социалистического Труда (21.12.1982),
- два ордена Ленина (21.02.1978; 21.12.1982);
- орден Красного Знамени (31.01.1967);
- орден Трудового Красного Знамени (11.02.1974);
- орден Красной Звезды  (30.12.1956)[4] ;
- орден Почёта (22.11.1995)
- медали.